# Metcatinona
Metcatinona (α-metilamino-propiofenona ou efedrona) é um estimulante anfetamínico usado como droga recreacional com potencial de causar toxicodependência.